# Rio Itiquira
O rio Itiquira é um rio do estado do Mato Grosso, no Brasil.

## Percurso
O rio nasce próximo à cidade de Alto Garças, no Mato Grosso e é afluente do Rio Piqueri, que, por sua vez, lança suas águas no Rio Cuiabá, sendo também um formador do Pantanal Norte. Possui 200 quilômetros de extensão.

## Etimologia
"Itiquira" procede do tupi antigo 'ytykyra, que significa "gotas d'água" ('y, "água" e tykyra, "gotas").